# Stenhammarella turgida
Stenhammarella turgida är en lavart som först beskrevs av Erik Acharius, och fick sitt nu gällande namn av Hannes Hertel 1967. Stenhammarella turgida ingår i släktet Stenhammarella och familjen Lecideaceae.   Inga underarter finns listade i Catalogue of Life.